# Rome Consensus
Il Rome Consensus è una associazione, nell'ambito della Croce Rossa e Mezzaluna Rossa Internazionale, che riunisce 119 Società Nazionali di Croce Rossa e Mezzaluna Rossa di tutto il mondo ed ha come obiettivo la lotta alla tossicodipendenza.

## Società componenti
Il Rome Consensus è formato dalle seguenti Società Nazionali di Croce Rossa e Mezzaluna Rossa:
- Afghanistan
- Albania
- Antigua e Barbuda
- Argentina
- Australia
- Azerbaigian
- Armenia
- Bahamas
- Barbados
- Belize
- Benin
- Bangladesh
- Bielorussia
- Bolivia
- Bosnia-Erzegovina
- Botswana
- Brasile
- Bulgaria
- Burkina Faso
- Capo Verde
- Cile
- Cina
- Colombia
- Costa Rica
- Côte d'Ivoire
- Cuba
- Croazia
- Dominica
- Ecuador
- Egitto
- El Salvador
- Emirati Arabi Uniti
- Estonia
- Etiopia
- Fiji
- Filippine
- Francia
- Gambia
- Georgia
- Giamaica
- Grenada
- Guatemala
- Guinea
- Guinea-Bissau
- Guyana
- Honduras
- Isole Cook
- Isole Salomone
- Italia
- Iran
- Iraq
- Kazakistan
- Kenya
- Kirghizistan
- Lettonia
- Libano
- Libia
- Lituania
- Macedonia
- Malesia
- Mali
- Mauritania
- Mauritius
- Malta
- Messico
- Micronesia
- Montenegro
- Mozambico
- Nepal
- Nicaragua
- Niger
- Pakistan
- Palestina
- Panama
- Papua Nuova Guinea
- Paraguay
- Perù
- Portogallo
- Principato di Monaco
- Repubblica Dominicana
- Romania
- Ruanda
- Russia
- Saint Kitts and Nevis
- Saint Vincent e Grenadine
- Santa Lucia
- San Marino
- São Tomé e Príncipe
- Senegal
- Serbia
- Siria
- Slovacchia
- Slovenia
- Spagna
- Sri Lanka
- Sudafrica
- Swaziland
- Tagikistan
- Tailandia
- Tanzania
- Timor Est
- Togo
- Tonga
- Trinidad e Tobago
- Tunisia
- Turchia
- Turkmenistan
- Tuvalu
- Ucraina
- Uganda
- Uruguay
- Uzbekistan
- Vanuatu
- Venezuela
- Vietnam
- Yemen
- Zambia